# Scionides reticulata
Scionides reticulata är en ringmaskart som först beskrevs av Ehlers 1887.  Scionides reticulata ingår i släktet Scionides och familjen Terebellidae. Inga underarter finns listade i Catalogue of Life.